# Olá, Caderno!
Olá, Caderno! é o livro de estreia de Manu Gavassi, lançado no dia 1 de novembro de 2017 pela editora Rocco.

## Sinopse
Olá, Caderno! retrata a história de Nina, uma garota de 17 anos que já sabe o que quer ser da vida, mas ainda não tem muita certeza sobre quem é ou como se encaixa no mundo. Sendo assim, a partir de sua perspectiva ácida e bem-humorada, divide suas experiências, paixões, alegrias, dúvidas e tristezas. Em seu diário ela escreve seus pensamentos mais nobres e mais frívolos, além de desenhos, letras de música e poesias.

## Vendas
Em fevereiro de 2020, o livro se esgotou em vendas e a editora preparou uma reimpressão para março.

## Adaptação para o cinema
Em abril de 2020, foi noticiado que o livro será adaptado para o cinema, tendo a produção da Biônica Filmes. O argumento foi escrito por Manu, que terá um papel secundário no filme.